# 西和高速公路
西宁－和田高速公路，简称西和高速，中国国家高速公路网编号为G0612，起点在青海西宁，途经湟源、海晏、天峻、德令哈、茫崖、若羌、且末、民丰、于田，终点在新疆和田。截止2022年，除西宁市南环段、德令哈-小柴旦段及依吞布拉克-若羌-民丰段外，其余路段均在建设中。

## 建設歷史

### 若羌至民丰段
全长530.2公里，双向四车道，设计速度120km/h，路基宽度27m，全线设1个主线收费站，7个匝道收费站，8对服务区。于2017年开工建设，2021年12月30日建成通车。

### 墨玉至和田段
2018年8月1日通車。

### 民丰至洛浦段
全长266.883公里，雙向四車道，2017年9月8日开工，2022年6月30日通车。

### 黄瓜梁至茫崖新青界段
2024年1月12日通车。

### 湟源至西海段
2024年12月1日通車。

## 互通枢纽及服务设施列表

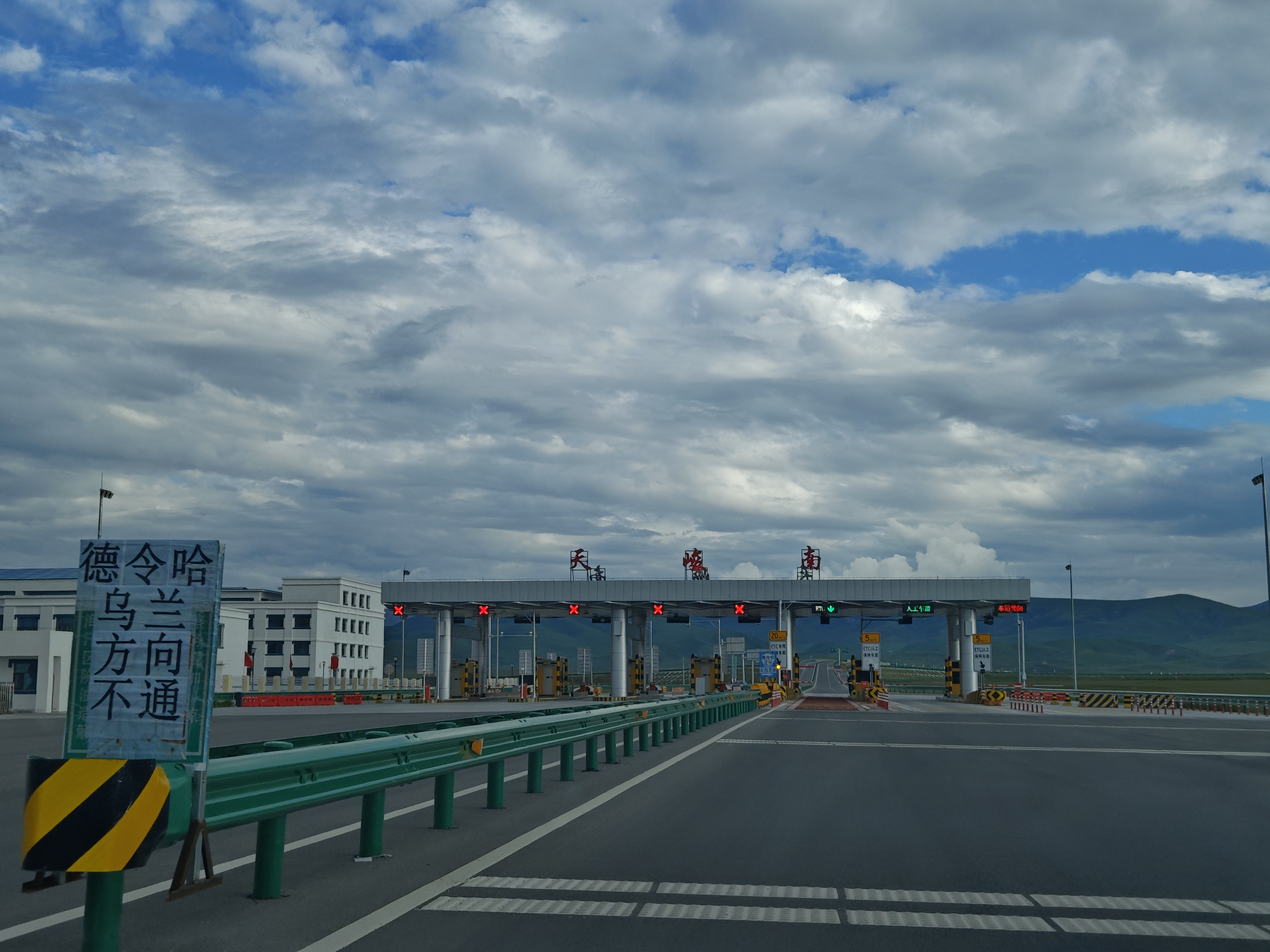
天峻南收费站

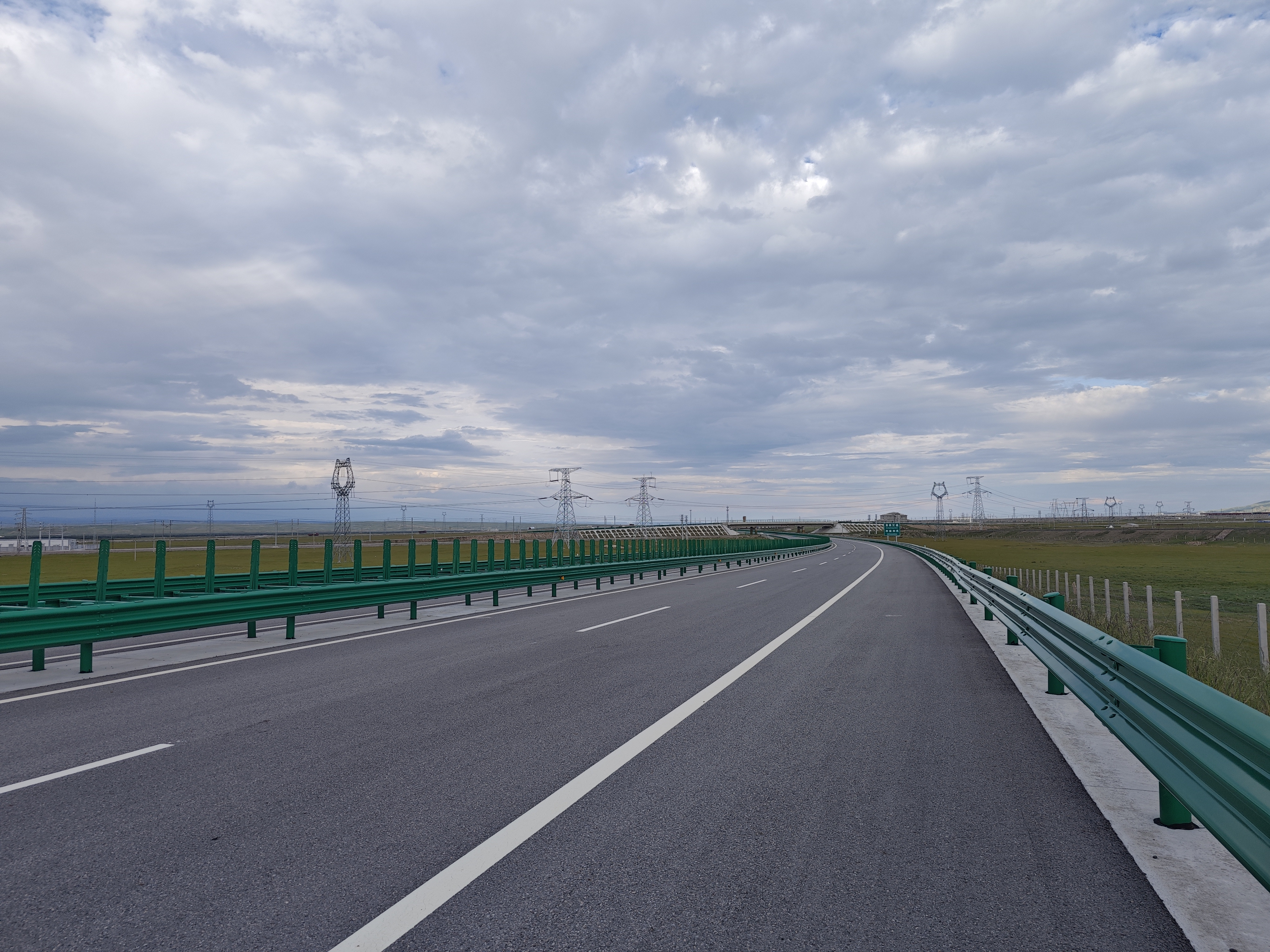
西和高速天峻县段

| 地区                                                                                         | 里程                              | 类型                              | 名称                     | 连接                                     | 说明                                                      |
| -------------------------------------------------------------------------------------------- | --------------------------------- | --------------------------------- | ------------------------ | ---------------------------------------- | --------------------------------------------------------- |
| 青海省 海东市 互助土族自治县                                                                 |                                   | 主线收费站                        | 曹家堡西                 | 曹家堡西                                 | 西宁曹家堡国际机场                                        |
| 青海省 海东市 互助土族自治县                                                                 |                                   | 枢纽                              | 曹家堡枢纽               | 京藏高速                                 | G6西宁方向与G0612西宁方向不互通                           |
| 青海省 海东市 平安区                                                                         |                                   | 枢纽 · 出入口                     | 平安（柳湾）             | 西宁绕城高速（建设中） 唐蕃大道 空港南路 | 相对G0601而言和田方向入，海东方向出 与G0601共线段起点     |
| 青海省 海东市 平安区                                                                         |                                   | 出入口                            | 河湟新区                 | 唐蕃大道                                 |                                                           |
| 青海省 海东市 平安区                                                                         |                                   | 主线收费站                        | 平安西收费站             | 平安西收费站                             | 免费路段起点                                              |
| 青海省 西宁市 城东区                                                                         |                                   | 出入口                            |                          | 昆仑东路                                 |                                                           |
| 青海省 西宁市 城东区                                                                         |                                   | 出入口                            |                          | 东新路、塔塔段                           |                                                           |
| 青海省 西宁市 城东区                                                                         |                                   | 出入口                            |                          | 凤凰山路、湟中路                         |                                                           |
| 青海省 西宁市 城西区                                                                         |                                   | 枢纽 · 出入口                     |                          | 宁贵高速 安宁路                          |                                                           |
| 青海省 西宁市 城西区                                                                         |                                   | 出入口                            |                          | 凤凰山路、通海路                         |                                                           |
| 青海省 西宁市 湟中区                                                                         |                                   | 出入口                            |                          | 109国道 昆仑大道（间接连接）             |                                                           |
| 青海省 西宁市 湟中区                                                                         | 出入口                            |                                   |                          |                                          |                                                           |
| 青海省 西宁市 湟中区                                                                         |                                   | 出入口                            |                          | 泰康路                                   |                                                           |
| 青海省 西宁市 湟中区                                                                         |                                   | 枢纽                              | 多巴枢纽                 | 京藏高速                                 | 与G0601共线段终点 与G6共线段起点                          |
| 青海省 西宁市 湟中区                                                                         |                                   | 主线收费站                        | 多巴收费站               | 多巴收费站                               | 免费路段终点                                              |
| 青海省 西宁市 湟源县                                                                         |                                   | 出入口                            | 湟源                     | 109国道 213国道 二中路                   | 与G6共线段终点                                            |
| 湟源至海晏段建设中                                                                           |                                   |                                   |                          |                                          |                                                           |
| 青海省 海北藏族自治州 海晏县                                                                 |                                   | 枢纽                              |                          | 加西高速                                 |                                                           |
| 青海省 海北藏族自治州 海晏县                                                                 |                                   | 出入口                            |                          | 213国道                                  |                                                           |
| 青海省 海北藏族自治州 海晏县                                                                 | 停车场 · 加油设施 · 修车站 · 餐厅 |                                   |                          |                                          |                                                           |
| 青海省 海北藏族自治州 刚察县                                                                 |                                   | 出入口                            |                          |                                          |                                                           |
| 青海省 海北藏族自治州 刚察县                                                                 | 停车场 · 加油设施 · 修车站 · 餐厅 |                                   |                          |                                          |                                                           |
| 青海省 海北藏族自治州 刚察县                                                                 |                                   | 出入口                            |                          | 315国道                                  |                                                           |
| 青海省 海北藏族自治州 刚察县                                                                 | 停车场 · 加油设施 · 修车站 · 餐厅 |                                   |                          |                                          |                                                           |
| 青海省 海西蒙古族藏族自治州 天峻县                                                           |                                   | 停车场 · 加油设施 · 修车站 · 餐厅 |                          |                                          |                                                           |
| 青海省 海西蒙古族藏族自治州 天峻县                                                           | 出入口                            |                                   |                          |                                          |                                                           |
| 青海省 海西蒙古族藏族自治州 乌兰县                                                           |                                   | 停车场 · 加油设施 · 修车站 · 餐厅 |                          |                                          |                                                           |
| 青海省 海西蒙古族藏族自治州 乌兰县                                                           |                                   | 出入口                            |                          | 315国道                                  |                                                           |
| 青海省 海西蒙古族藏族自治州 乌兰县                                                           |                                   | 枢纽                              | 天峻枢纽                 | 德察高速                                 | 与S2013共线段起点，免费路段起点                           |
| 青海省 海西蒙古族藏族自治州 乌兰县                                                           |                                   | 出入口                            | 察汗诺                   | 315国道                                  |                                                           |
| 青海省 海西蒙古族藏族自治州 乌兰县                                                           |                                   | 出入口                            | 哈里哈图国家森林公园景区 | 315国道                                  | 和田方向出入口                                            |
| 青海省 海西蒙古族藏族自治州 乌兰县                                                           |                                   | 出入口                            |                          | 315国道                                  | 间接连接，免费路段终点                                    |
| 青海省 海西蒙古族藏族自治州 乌兰县                                                           |                                   | 出入口 · 主线收费站               | 乌兰西 乌兰收费站        | 315国道                                  |                                                           |
| 青海省 海西蒙古族藏族自治州 乌兰县                                                           |                                   | 停车场 · 加油设施 · 修车站 · 餐厅 | 乌兰服务区               | 乌兰服务区                               |                                                           |
| 青海省 海西蒙古族藏族自治州 乌兰县                                                           |                                   | 出入口                            | 柯柯                     | 315国道                                  |                                                           |
| 青海省 海西蒙古族藏族自治州 德令哈市                                                         |                                   | 出入口 · 主线收费站               | 德令哈东                 | 409县道                                  |                                                           |
| 青海省 海西蒙古族藏族自治州 德令哈市                                                         |                                   | 出入口                            | 德尕/尕海                | 尕旺段                                   | 免费路段起点 西宁方向入，和田方向出                       |
| 青海省 海西蒙古族藏族自治州 德令哈市                                                         |                                   | 出入口                            |                          |                                          | 和田方向出入口                                            |
| 青海省 海西蒙古族藏族自治州 德令哈市                                                         |                                   | 出入口                            |                          |                                          | 平面交叉                                                  |
| 青海省 海西蒙古族藏族自治州 德令哈市                                                         |                                   | 出入口                            |                          |                                          | 平面交叉                                                  |
| 青海省 海西蒙古族藏族自治州 德令哈市                                                         |                                   | 出入口                            |                          | 315国道                                  | 仅和田方向出口                                            |
| 青海省 海西蒙古族藏族自治州 德令哈市                                                         |                                   | 出入口                            |                          |                                          | 平面交叉                                                  |
| 青海省 海西蒙古族藏族自治州 德令哈市                                                         |                                   | 出入口                            | 长江路                   | 机场公路                                 |                                                           |
| 青海省 海西蒙古族藏族自治州 德令哈市                                                         |                                   | 枢纽 · 出入口                     | 柯鲁克枢纽               | 武茫高速 315国道                         | 西宁方向出，和田方向入 与S2013共线段终点，与S20共线段起点 |
| 青海省 海西蒙古族藏族自治州 德令哈市                                                         |                                   | 停车场 · 加油设施 · 修车站 · 餐厅 | 柯鲁克服务区             | 柯鲁克服务区                             |                                                           |
| 青海省 海西蒙古族藏族自治州 德令哈市                                                         |                                   | 出入口                            |                          | 辅路                                     | 仅西宁方向出口                                            |
| 青海省 海西蒙古族藏族自治州 德令哈市                                                         |                                   | 出入口                            | 莲湖村                   | 莲湖村                                   |                                                           |
| 青海省 海西蒙古族藏族自治州 德令哈市                                                         |                                   | 出入口                            |                          | 辅路                                     | 仅西宁方向入口                                            |
| 青海省 海西蒙古族藏族自治州 德令哈市                                                         |                                   | 出入口                            |                          |                                          | 平面交叉                                                  |
| 青海省 海西蒙古族藏族自治州 德令哈市                                                         |                                   | 出入口                            |                          |                                          | 平面交叉                                                  |
| 青海省 海西蒙古族藏族自治州 德令哈市                                                         |                                   | 出入口                            |                          |                                          | 平面交叉                                                  |
| 青海省 海西蒙古族藏族自治州 德令哈市                                                         |                                   | 出入口                            |                          |                                          | 平面交叉                                                  |
| 青海省 海西蒙古族藏族自治州 德令哈市                                                         |                                   | 出入口                            | 察汉沙                   | 察汉沙                                   | 和田方向出入口                                            |
| 青海省 海西蒙古族藏族自治州 德令哈市                                                         |                                   | 出入口                            |                          |                                          | 平面交叉                                                  |
| 青海省 海西蒙古族藏族自治州 德令哈市                                                         |                                   | 出入口                            |                          |                                          | 平面交叉                                                  |
| 青海省 海西蒙古族藏族自治州 德令哈市                                                         |                                   | 出入口                            | 灶火沟                   | 灶火沟                                   | 和田方向出入口                                            |
| 青海省 海西蒙古族藏族自治州 德令哈市                                                         |                                   | 出入口                            |                          | 辅路                                     | 仅西宁方向出口                                            |
| 青海省 海西蒙古族藏族自治州 德令哈市                                                         |                                   | 出入口                            | 托格若格                 | 托格若格                                 |                                                           |
| 青海省 海西蒙古族藏族自治州 德令哈市                                                         |                                   | 出入口                            |                          | 辅路                                     | 仅西宁方向入口                                            |
| 青海省 海西蒙古族藏族自治州 德令哈市                                                         |                                   | 出入口                            |                          |                                          | 和田方向出入口                                            |
| 青海省 海西蒙古族藏族自治州 德令哈市                                                         |                                   | 出入口                            |                          | 辅路                                     | 仅西宁方向出口                                            |
| 青海省 海西蒙古族藏族自治州 德令哈市                                                         |                                   | 出入口                            | 柯鲁克湖                 | 柯鲁克湖                                 |                                                           |
| 青海省 海西蒙古族藏族自治州 德令哈市                                                         |                                   | 出入口                            |                          | 辅路                                     | 仅西宁方向入口                                            |
| 青海省 海西蒙古族藏族自治州 德令哈市                                                         |                                   | 出入口                            |                          | 辅路                                     | 仅西宁方向出口                                            |
| 青海省 海西蒙古族藏族自治州 德令哈市                                                         |                                   | 出入口                            | 外星人遗址               | 外星人遗址                               |                                                           |
| 青海省 海西蒙古族藏族自治州 德令哈市                                                         |                                   | 出入口                            |                          | 辅路                                     | 仅西宁方向入口                                            |
| 青海省 海西蒙古族藏族自治州 德令哈市                                                         |                                   | 出入口                            |                          |                                          | 平面交叉                                                  |
| 青海省 海西蒙古族藏族自治州 德令哈市                                                         |                                   | 出入口                            |                          |                                          | 和田方向出入口                                            |
| 青海省 海西蒙古族藏族自治州 德令哈市                                                         |                                   | 出入口                            |                          |                                          | 和田方向出入口                                            |
| 青海省 海西蒙古族藏族自治州 德令哈市                                                         |                                   | 出入口                            | 农怀段                   | 农怀段                                   | 和田方向出入口                                            |
| 青海省 海西蒙古族藏族自治州 德令哈市                                                         |                                   | 出入口                            |                          |                                          | 平面交叉，免费路段终点                                    |
| 青海省 海西蒙古族藏族自治州 德令哈市                                                         |                                   | 停车场 · 加油设施 · 修车站 · 餐厅 | 怀头他拉服务区           | 怀头他拉服务区                           |                                                           |
| 青海省 海西蒙古族藏族自治州 德令哈市                                                         |                                   | 主线收费站                        | 德令哈西收费站           | 德令哈西收费站                           |                                                           |
| 青海省 海西蒙古族藏族自治州 德令哈市                                                         |                                   | 出入口                            |                          |                                          | 平面交叉，免费路段起点                                    |
| 青海省 海西蒙古族藏族自治州 德令哈市                                                         |                                   | 出入口                            | 泉水梁                   | 泉水梁                                   | 平面交叉                                                  |
| 青海省 海西蒙古族藏族自治州 大柴旦行政委员会                                                 |                                   | 出入口                            |                          |                                          | 仅和田方向出口                                            |
| 青海省 海西蒙古族藏族自治州 大柴旦行政委员会                                                 |                                   | 出入口                            |                          |                                          | 和田方向出入口                                            |
| 青海省 海西蒙古族藏族自治州 大柴旦行政委员会                                                 |                                   | 出入口                            |                          |                                          | 仅西宁方向出口                                            |
| 青海省 海西蒙古族藏族自治州 大柴旦行政委员会                                                 |                                   | 出入口                            |                          |                                          | 免费路段终点                                              |
| 青海省 海西蒙古族藏族自治州 大柴旦行政委员会                                                 |                                   | 出入口 · 主线收费站               | 饮马峡                   | 饮马峡                                   |                                                           |
| 青海省 海西蒙古族藏族自治州 大柴旦行政委员会                                                 |                                   | 停车场 · 加油设施 · 修车站 · 餐厅 | 大柴旦服务区             | 大柴旦服务区                             |                                                           |
| 青海省 海西蒙古族藏族自治州 大柴旦行政委员会                                                 |                                   | 出入口                            |                          |                                          | 和田方向出入口，免费路段起点                              |
| 青海省 海西蒙古族藏族自治州 大柴旦行政委员会                                                 |                                   | 出入口                            | 大柴旦                   | 314省道                                  | 西宁方向入，和田方向出                                    |
| 青海省 海西蒙古族藏族自治州 大柴旦行政委员会                                                 |                                   | 出入口                            | 小柴旦工区               | 小柴旦工区                               | 和田方向出入口                                            |
| 青海省 海西蒙古族藏族自治州 大柴旦行政委员会                                                 |                                   | 枢纽                              | 小柴旦互通               | 柳格高速                                 |                                                           |
| 青海省 海西蒙古族藏族自治州 大柴旦行政委员会                                                 |                                   | 出入口                            | 小柴旦                   | 315国道                                  | 西宁方向出，和田方向入 与S20共线段终点                    |
| 小柴旦至茫崖段规划中                                                                         |                                   |                                   |                          |                                          |                                                           |
| 青海省 海西蒙古族藏族自治州 茫崖市                                                           |                                   | 枢纽                              |                          | 格茫高速                                 |                                                           |
| 青海省 海西蒙古族藏族自治州 茫崖市                                                           |                                   | 出入口                            |                          | 315国道                                  |                                                           |
| 新疆维吾尔自治区 巴音郭楞蒙古自治州 若羌县                                                   |                                   | 出入口                            |                          | 依铁线                                   |                                                           |
| 新疆维吾尔自治区 巴音郭楞蒙古自治州 若羌县                                                   | 停车场 · 加油设施 · 修车站 · 餐厅 |                                   |                          |                                          |                                                           |
| 新疆维吾尔自治区 巴音郭楞蒙古自治州 若羌县                                                   | 停车场 · 加油设施 · 修车站 · 餐厅 |                                   |                          |                                          |                                                           |
| 新疆维吾尔自治区 巴音郭楞蒙古自治州 若羌县                                                   | 停车场 · 加油设施 · 修车站 · 餐厅 |                                   |                          |                                          |                                                           |
| 新疆维吾尔自治区 巴音郭楞蒙古自治州 若羌县                                                   |                                   | 停车场 · 加油设施 · 修车站 · 餐厅 | 和田方向                 | 和田方向                                 |                                                           |
| 新疆维吾尔自治区 巴音郭楞蒙古自治州 若羌县                                                   |                                   | 出入口                            |                          | 235省道                                  |                                                           |
| 新疆维吾尔自治区 巴音郭楞蒙古自治州 若羌县                                                   |                                   | 出入口                            |                          |                                          | 仅西宁方向入口                                            |
| 新疆维吾尔自治区 巴音郭楞蒙古自治州 若羌县                                                   | 停车场 · 加油设施 · 修车站 · 餐厅 |                                   |                          |                                          |                                                           |
| 新疆维吾尔自治区 巴音郭楞蒙古自治州 若羌县                                                   | 出入口                            |                                   |                          |                                          |                                                           |
| 新疆维吾尔自治区 巴音郭楞蒙古自治州 若羌县                                                   | 停车场 · 加油设施 · 修车站 · 餐厅 |                                   |                          |                                          |                                                           |
| 新疆维吾尔自治区 巴音郭楞蒙古自治州 若羌县                                                   | 出入口                            |                                   |                          |                                          |                                                           |
| 新疆维吾尔自治区 巴音郭楞蒙古自治州 若羌县                                                   |                                   | 枢纽                              |                          | 乌若高速                                 | 以上路段建设中                                            |
| 新疆维吾尔自治区 巴音郭楞蒙古自治州 若羌县                                                   |                                   | 出入口                            |                          | 315国道                                  |                                                           |
| 新疆维吾尔自治区 巴音郭楞蒙古自治州 若羌县                                                   | 停车场 · 加油设施 · 修车站 · 餐厅 |                                   |                          |                                          |                                                           |
| 新疆维吾尔自治区 巴音郭楞蒙古自治州 若羌县                                                   | 停车场 · 加油设施 · 修车站 · 餐厅 |                                   |                          |                                          |                                                           |
| 新疆维吾尔自治区 巴音郭楞蒙古自治州 若羌县                                                   |                                   | 出入口                            |                          | 315国道                                  |                                                           |
| 新疆维吾尔自治区 巴音郭楞蒙古自治州 若羌县                                                   | 停车场 · 加油设施 · 修车站 · 餐厅 |                                   |                          |                                          |                                                           |
| 新疆维吾尔自治区 巴音郭楞蒙古自治州 且末县                                                   |                                   | 停车场 · 加油设施 · 修车站 · 餐厅 |                          |                                          |                                                           |
| 新疆维吾尔自治区 巴音郭楞蒙古自治州 且末县                                                   |                                   | 停车场 · 飲料小吃                 | 塔提让停车区             | 塔提让停车区                             |                                                           |
| 新疆维吾尔自治区 巴音郭楞蒙古自治州 且末县                                                   |                                   | 出入口                            |                          | 315国道                                  |                                                           |
| 新疆维吾尔自治区 巴音郭楞蒙古自治州 且末县                                                   | 停车场 · 加油设施 · 修车站 · 餐厅 |                                   |                          |                                          |                                                           |
| 新疆维吾尔自治区 巴音郭楞蒙古自治州 且末县                                                   |                                   | 出入口                            | 且末                     | 315国道                                  |                                                           |
| 新疆维吾尔自治区 巴音郭楞蒙古自治州 且末县                                                   |                                   | 出入口                            |                          | 315国道 建设路                           |                                                           |
| 新疆维吾尔自治区 巴音郭楞蒙古自治州 且末县                                                   | 停车场 · 加油设施 · 修车站 · 餐厅 |                                   |                          |                                          |                                                           |
| 新疆维吾尔自治区 巴音郭楞蒙古自治州 且末县                                                   |                                   | 出入口                            |                          | 315国道 沙漠公路                         |                                                           |
| 新疆维吾尔自治区 巴音郭楞蒙古自治州 且末县                                                   | 停车场 · 加油设施 · 修车站 · 餐厅 |                                   |                          |                                          |                                                           |
| 新疆维吾尔自治区 巴音郭楞蒙古自治州 且末县                                                   |                                   | 停车场 · 加油设施 · 修车站 · 餐厅 | 南屯服务区               | 南屯服务区                               |                                                           |
| 新疆维吾尔自治区 巴音郭楞蒙古自治州 且末县                                                   |                                   | 出入口                            |                          | 315国道                                  |                                                           |
| 新疆维吾尔自治区 和田地区 民丰县                                                             |                                   | 停车场 · 加油设施 · 修车站 · 餐厅 |                          |                                          |                                                           |
| 新疆维吾尔自治区 和田地区 民丰县                                                             | 出入口                            |                                   |                          |                                          |                                                           |
| 新疆维吾尔自治区 和田地区 民丰县                                                             | 停车场 · 加油设施 · 修车站 · 餐厅 |                                   |                          |                                          |                                                           |
| 新疆维吾尔自治区 和田地区 民丰县                                                             |                                   | 出入口                            |                          |                                          | 平面交叉                                                  |
| 新疆维吾尔自治区 和田地区 民丰县                                                             |                                   | 出入口                            |                          | Y201乡道                                 |                                                           |
| 新疆维吾尔自治区 和田地区 民丰县                                                             | 停车场 · 加油设施 · 修车站 · 餐厅 |                                   |                          |                                          |                                                           |
| 新疆维吾尔自治区 和田地区 民丰县                                                             |                                   | 出入口                            |                          | 315国道                                  |                                                           |
| 新疆维吾尔自治区 和田地区 于田县                                                             |                                   | 出入口                            |                          |                                          |                                                           |
| 新疆维吾尔自治区 和田地区 于田县                                                             | 出入口                            |                                   |                          |                                          |                                                           |
| 新疆维吾尔自治区 和田地区 于田县                                                             | 停车场 · 加油设施 · 修车站 · 餐厅 |                                   |                          |                                          |                                                           |
| 新疆维吾尔自治区 和田地区 于田县                                                             |                                   | 出入口                            |                          | Y050乡道                                 |                                                           |
| 新疆维吾尔自治区 和田地区 策勒县                                                             |                                   | 出入口                            |                          | Y273乡道                                 |                                                           |
| 新疆维吾尔自治区 和田地区 策勒县                                                             | 停车场 · 加油设施 · 修车站 · 餐厅 |                                   |                          |                                          |                                                           |
| 新疆维吾尔自治区 和田地区 策勒县                                                             |                                   | 出入口                            |                          | 315国道                                  |                                                           |
| 和田地區 洛浦縣                                                                              |                                   | 出入口                            | 洛浦東                   | 吐和高速 315国道                         |                                                           |
| 1.000 英里 = 1.609 千米；1.000 千米 = 0.621 英里 并行路段 • 已关闭／取消 • 限制进入 • 未开放 |                                   |                                   |                          |                                          |                                                           |